# Montrol Rock
Der Montrol Rock (französisch Île Montrol) ist der größte einer Gruppe von Klippenfelsen östlich des Kap Juncal der D’Urville-Insel in der Gruppe der Joinville-Inseln vor der Nordspitze der Antarktischen Halbinsel.
Teilnehmer der Dritten Französischen Antarktisexpedition (1837–1840) unter der Leitung von Jules Dumont d’Urville entdeckten ihn. D’Urville benannte ihn nach dem französischen Journalisten und Politiker François Mongin de Montrol (1799–1862). Das UK Antarctic Place-Names Committee übertrug D’Urvilles Benennung im Jahr 1953 in angepasster Form ins Englische. Argentinische Wissenschaftler fassten diesen und die ihn umgebenden Felsen als Inselgruppe unter dem Namen Rocas Pico zusammen. Deren Namensgeber ist der General Blas José Pico (1782–1868), ein Protagonist des argentinischen Unabhängigkeitskrieges (1810–1825).